# 伊爾達爾·阿赫梅羅夫
伊爾達爾·費爾迪南多維奇·阿赫梅羅夫（羅馬化：Ildar Ferdinandovich Akhmerov；1965年8月7日—），俄羅斯軍事人物、俄羅斯海軍軍官。軍銜海軍中將，自2024年起出任黑海艦隊司令部副總司令。

## 生平
阿赫梅羅夫於1965年8月7日出生在蘇聯蘇維埃俄羅斯蘇維埃韃靼喀山。他加入蘇聯海軍，1982年至1987年就讀海參崴的太平洋高等海軍學校，1987年畢業於無線電工程系。

## 事蹟
1987年至1994年間，他被分配至警戒號巡防艦（風暴海燕級護衛艦）擔任戰鬥單位分隊指揮官；隨後於1994年至1997年擔任特里布茨海軍上將號驅逐艦（無畏級驅逐艦）無線電技術戰鬥單位指揮官；之後在1997年至2001年間，擔任潘捷列耶夫海軍上將號驅逐艦的艦長高級助理。他於2001年至2003年期間在庫茲涅佐夫海軍學院進一步深造，隨後被任命為維諾格拉多夫海軍上將號驅逐艦艦長，之後擔任參謀長直到2008年6月7日，接著在2011年前擔任太平洋艦隊反潛艦支隊指揮官。
2010年，他作為太平洋艦隊艦艇編隊進入印度洋巡航期間的高級軍官，該編隊包括薩波什尼科夫元帥號驅逐艦。2010年5月，該編隊曾應對索馬里海盜劫持俄羅斯籍莫斯科大學號油輪事件，經過海軍突擊後成功解救船舶。阿赫梅羅夫於2011年至2012年擔任濱海邊疆區艦隊副司令，之後進入俄羅斯總參謀部軍事學院深造，2013年畢業後被任命為裏海區艦隊參謀長，並自2014年起擔任司令。他在此職位任職至2015年5月，後被任命為北方艦隊科拉艦隊參謀長及第一副司令，並於2021年2月18日晉升為少將。2023年，阿赫梅羅夫調任黑海艦隊副總司令，2024年晉升為參謀長及第一副司令。2024年12月9日，他被晉升為海軍中將。
2025年6月底，有報導指阿赫梅羅夫在一次由烏克蘭發動的襲擊中陣亡，消息由一些烏克蘭網媒及俄羅斯軍事博主報導。唯俄烏官方沒有此類消息傳出。

## 榮譽
- 四級祖國功勳勳章[1][8]
- 軍功勳章[1][8]
- 海軍功績勳章[1][8]